# БелАЗ-75710
БелАЗ-75710 — полноприводный двухосный карьерный самосвал грузоподъёмностью 450 тонн производства Белорусского автомобильного завода.
Самый большой карьерный самосвал в мире, первая модель в новом классе машин особо большой грузоподъёмности. Представлен в сентябре 2013 года, а в январе 2014 года установил рекорд Гиннесса в странах Европы и Содружества Независимых Государств (СНГ), провезя по испытательному полигону груз весом в 503,5 тонны.

## История
В результате мирового экономического кризиса упала рентабельность добычи полезных ископаемых, и возникла необходимость в карьерном самосвале, эксплуатация которого позволила бы снизить стоимость перевозки груза. Чтобы максимально снизить расчётную стоимость транспортировки, конструкторы решили построить грузовик с наибольшей возможной грузоподъёмностью. Проектировка началась с поиска самых больших шин, имеющихся в производстве. Затем необходимо было выбрать систему управления грузовиком. Из двух возможных: системой с поворотными мостами и шарнирно-сочленённой — выбрали первую, поскольку в противном случае потребовался бы слишком большой шарнир, к тому же при выходе его из строя грузовик уже не подлежал бы ремонту.
Строительство первого экземпляра завершили осенью 2013 года, презентация состоялась на испытательном полигоне БелАЗа в конце сентября. Заказчиком самосвала стал холдинг «Сибирский деловой союз». Первый выпущенный самосвал с декабря 2014 года эксплуатируется на угольном разрезе «Черниговец» в городе Берёзовском Кемеровской области.
Второй выпущенный самосвал, по состоянию на весну 2018 года, уже в течение двух лет проходит обкатку и испытания на территории завода. По состоянию на сентябрь 2019 года полностью собран и готов к обкатке третий экземпляр. Все три машины предназначены для эксплуатации в России. Идёт сборка четвёртого экземпляра с индексом 75711.
Стоимость самосвала составляет примерно 12 млн долларов.
Одну из созданных машин сегодня можно увидеть в Музейном комплексе в г. Верхняя Пышма (Свердловская обл.).

## Конструкция
Карьерный самосвал общей массой 840,5 тонн предназначен для перевозки грузов в сложных условиях глубоких карьеров по технологическим дорогам при температуре воздуха от −50 до +50 °C. Самосвал имеет восемь колёс (четыре двускатных) с радиальными бескамерными шинами самого большого доступного размера, каждое из которых выдерживает нагрузку до 105 тонн. Силовая установка — дизель-электрическая, состоящая из двух дизельных двигателей, электрогенераторов и мотор-колёс.

### Шасси
Основа грузовика состоит из главной рамы и поворотных устройств для мостов, установленных на ней; сварку рамы производят на Минском станкостроительном заводе из высокопрочной стали Weldox 800. Опорно-поворотные устройства мостов по строению сходны с поворотной платформой экскаватора и включают трёхрядные роликовые подшипники диаметром 2,75 м. Каждый мост поворачивают два гидроцилиндра: один толкает, другой — тянет; мосты поворачиваются по отдельности — сначала полностью поворачивается передний, потом (при необходимости) доворачивается и задний. При мостах, повёрнутых в крайнее положение, радиус поворота по отпечатку внешнего колеса составляет 19,8 м. На случай отказа гидрооборудования предусмотрены пневмогидроаккумуляторы рулевого управления. Давления в шести ёмкостях хватает на один поворот мостов из одного крайнего положения в противоположное. Предполагается, что водитель в аварийной ситуации сможет съехать на обочину и остановиться.
Установленные на самосвале радиальные бескамерные шины производства компании Michelin имеют размер 59/80R63 и вес 5,5 тонны  — на момент постройки грузовика самые большие в мире.
Каждый мост оснащён двумя пневмогидравлическими цилиндрами подвески, а также двумя стойками стабилизаторов поперечной устойчивости — что необычно для карьерной техники. Стабилизаторы применены не только для плавности хода, но и для повышения боковой устойчивости от опрокидывания.

### Силовая установка и трансмиссия
Подходящего генератора, который в одиночку мог бы выработать энергию, достаточную для передвижения самосвала, не нашлось. Поэтому силовая установка включает в себя два электрогенератора, каждый из которых подсоединён к V-образному шестнадцатицилиндровому дизельному двигателю MTU Detroit Diesel 16V4000 мощностью 1715 кВт (2330 л. с.) (дизели в моторном отсеке установлены поперечно). Выработанный ток подаётся на четыре мотор-колеса мощностью по 1200 кВт. Доступ к электродвигателям возможен без снятия колёс, что облегчает их обслуживание и ремонт. Электрооборудование управляет каждым мотор-колесом по отдельности, так что у самосвала есть межбортовой и межосевой дифференциалы (ток на мотор-колёса подаётся в зависимости от нагрузки). Система электропривода переменного тока ММТ500 разработана компанией Siemens и включает также шкаф управления с двумя инверторами ELFA, три вентилятора обдува и установку вентиляции тормозных резисторов. Для экономии топлива выработана схема наиболее эффективной работы двигателей: без груза самосвал передвигается на одном из двигателей (причём для равномерного износа двигатели работают поочерёдно), а с грузом — на обоих. Выхлопные газы от одного двигателя отводятся в сторону через глушители, а от другого направляются в платформу для подогрева — в зимних условиях грунт может примерзать, что затрудняет разгрузку. Каждый дизель оснащён предпусковым подогревателем.

### Тормозная система
Каждое колесо оборудовано двухдисковым гидравлическим тормозом, в дополнение к этому использована электродинамическая тормозная система: торможение производится с помощью тяговых электромоторов, а образующееся при этом тепло отводится через установку вентиляции тормозных резисторов. Также самосвал оборудован стояночным дисковым тормозом.

### Кабина и системы безопасности

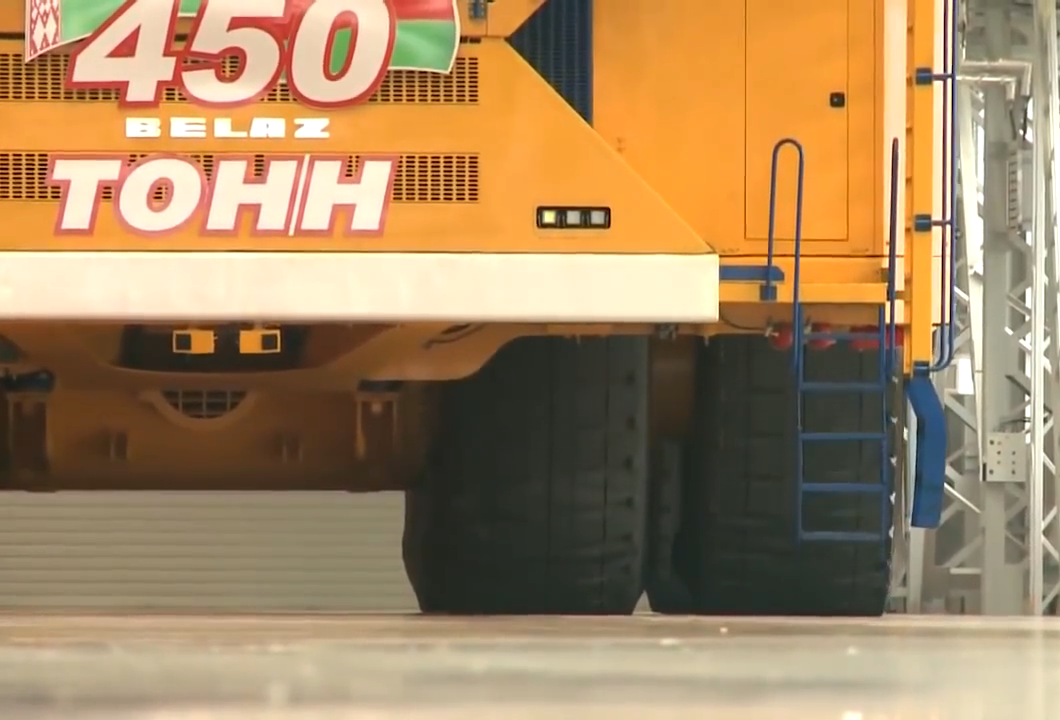
По центру машины под бампером видны радары

Кабина оборудована сиденьем с регулировками положения, климат-контролем и аудиосистемой. На самосвале установлена система кругового видеообзора, а также радары, реагирующие на человека. Кроме того, для удобства погрузки самосвал оснащён электронными весами: экскаваторщик может узнать, сколько груза на платформе, по индикатору сбоку грузовика.

## Технические характеристики
| Длина х ширина х высота, мм       | 20 600 х 9870 х 8260                                  |
| Радиус поворота, м                | 19,8                                                  |
| Грузоподъёмность, т               | 450                                                   |
| Полная масса, т                   | 840,5                                                 |
| Объём кузова геометрический, м³   | 164,9                                                 |
| Объём кузова с «шапкой» 2:1, м³   | 268,3                                                 |
| Шины                              | 59/80R63                                              |
| Колёса                            | 44,00—63/50                                           |
| Подвеска                          | пневмогидравлическая, диаметр амортизаторов — 1700 мм |
| Объём топливного бака, л          | 2 х 2800                                              |
| Расход топлива, л/100 км          | 1300                                                  |
| Максимальная скорость, км/ч       | 64                                                    |
| Силовая установка                 |                                                       |
| Модель дизельного двигателя       | 2 х MTU Detroit Diesel 16V4000                        |
| Мощность дизеля, кВт              | 1715 (2330 л. с.) каждый                              |
| Модель тяговой установки          | Siemens MMT500                                        |
| Модель тягового генератора        | 2 х YJ177A                                            |
| Мощность тягового генератора, кВт | 1704 каждый                                           |
| Модель мотор-колеса               | 4 х 1TB3026-0G-03                                     |
| Мощность мотор-колеса, кВт        | 1200 каждое                                           |